# Analogna fotografija
Analogna fotografija je metoda fotografisanja koja je prethodnik digitalne fotografije. Takođe poznata kao film fotografija, ime je dobila po medijumu koji se koristi za skladištenje slike, odnosno filmu. Film je tanka fleksibilna traka od (uglavnom) plastike, a ponekad i od drugih materijala, koja je presvučena fotosenzitivnom emulzijom. Kada se film izloži svetlosti, slika je „uhvaćena” pomoću osetljivih srebrnih čestica i ostaće na filmu dok se isti ne razvije. Smatra se da je analogna fotografija davno prevaziđena zbog nastanka digitalne fotografije, ali to je daleko od istine. Naprotiv, upotreba analogne fotografije je u porastu u poslednjih nekoliko godina. Zbog povećanog interesovanja za ovaj „starinski” način fotografisanja došlo je do novonastalih firmi poput „Lomography” i „Film is not dead” koje za cilj imaju da „održe analognu fotografiju u životu” proizvodnjom i prodavanjem fotoaparata, fotografske opreme, filma...

## Film
•Prvi proizvedeni fotografski filmovi pravljeni su od nitro-celuloze. Današnji filmovi se prave od celuloznog acetata ili poliestara koji čine bazu,a ona je onda presvučena mineralima koji su osetljivi na svetlost, tačnije - srebrne soli. Karakteristike ovih soli mogu da utiču na same karakteristike filma kao što su rezolucija, osetljivost i kontrast filma. Foto osetljiva emulzija je položena na film preko 3 sloja od kojih svaki sadrži neku od 3 boja (purpurnocrvenu, žutu, ili cijan). Medijum koji služi za vezivanje emulzije za film napravljen je od želatina, prirodnog polimera koji se dobija od životinjskih kostiju i kože. 
•Poliestar, koji se pravi od nafte, je u suštini razgrađena biljna materija koja se nalazi ispod površine zemlje. Poliestar je u većoj primeni od celuloznog acetata jer je otporniji na kidanje i manje krt, zbog čega može da bude tanji i lakši od celuloznog acetata. Takođe je izdržljiviji i otporniji na propadanje i ne odaje mirise nakon isteka roka za upotrebu. 
•Prvi (nemodifikovani) kristali srebrnog halogenida su bili osetljivi samo na plavu boju. Ovaj problem je rešen kada je otkrivena mogućnost apsorbovanja kristala srebrnog halogenida sa senzibilizujućim bojama što je omogućilo osetljivost kristala na druge boje. Ubrzo nakon ovog otkrića proizveden je prvi ortohromatski film (film osetljiv na zelenu i plavu boju), a za njim i panhromatski (film koji je osetljiv na sve boje). Panhromatski film projektuje sve boje u različite nijanse sive boje koje odgovaraju njihovoj subjektivnoj svetlini. Sličnim tehnikama su napravljeni i filmovi za specijalnu upotrebu koji su osetljivi na infra-crvenu svetlost.
•Emulzija ne traje večno. Posle „isteka roka” filma boje postaju slabije, smanji se osetljivost a zrnatost poveća. Ovo se može desiti iz nekoliko razloga, od kojih su neki izloženost svetlošću, toplota i vlaga. Jedan od načina produžavanja roka filma jeste zamrzavanje istog. Razlog za to jeste što zamrzavanje usporava proces raspadanja filma. Vlaga ubrzava raspad, dok ga skladištenje u suvim okolnostima usporava. Film je takođe osetljiv na ultraljubičastu svetlost, iks zrake, gama zračenje i visokoenergetske čestice.

## Kategorizacija

### Printfilm
Razvijanjem print filma dobijamo takozvane „negative” čije su boje (u slučaju da se koristi color film) izvrnute u njihove respektivne komplementarne boje, što znači da ako je na fotografiji bila šolja crvene boje, na filmu, nakon razvijanja, će biti šolja zelene boje. Ovaj tip filma je predviđen da se razvija na fotografskom papiru pomoću povećivača (specijalizovani projektor transparentnosti koji služi za izradu fotografskih otisaka sa filmskih negativa). Sekundarna inverzija vraća svetlost, senku i boju prvobitno stanje. Color negative filmovi koriste narandžastu masku za korekciju boja koji poboljšava kvalitet boja na slici. 

### Color reversalfilm
Razvijanjem color reversal filma se dobija pozitivni „transparent”, takođe poznat kao dijapozitiv ili slajd film. Za njihovo prikazivanje se koriste slajd projektori ili slajd prikazivači, zajedno poznati kao slajdovi. Postoje color reversal  filmovi velikih formata [4 x 5 inča(102 x 127 mm)] koje uglavnom koriste profesionalci za kreiranje slika visokih rezolucija korišćene za digitalno skeniranje i masovnu fotomehaničku reprodukciju.
Neki od color filmova koji su dostupni u 2020. godini:
- Fujichrome Velvia 50[6]
- Fujichrome Velvia 100
- Fujichrome Provia 100 F
- Kodak Ektacrhome 100
- Kodak Ektar 100 Professional
- Kodak Portra 160 Professional
- Kodak Porta 400 Professional
- Kodacolor Gold 200
- Kodak Color Plus 200
- Kodak Vision-3 250 Daylight
- Kodak Vision-3 500 Tungsten
- Kodak Ultramax 400
- Fujicolor C-200[7]
- Fujicolor Superia 100 R
- Fujicolor Superia 200
- Fuji Superia X-tra 400
- Fuji Superia Premium 400
- Fuji Superia Venus 800
- Fujicolor Industrial 100
- Fujifilm Pro 400 H
- Cinestill Daylight 50
- Cinestill Tungsten 800
- Hillvale Sunny 400
- Yashica Color 400
- Yashica Golden 400

### Crno-beli reversal film
Crno beli reversal film postoji, ali je redak. Klasični crno beli negativ filmovi mogu biti obrnuto obrađeni čiji je produkt crno-beli slajd. Crno-beli transparenti se takođe mogu napraviti štampanjem negativa na specijalni pozitivni film za štampu.
Neki od crno-belih filmova koji su dostpuni u 2020. godini: 
- ADOX CHS 100 II
- ADOX CMS 20
- ADOX Silvermax
- AXOR HR-50
- FOMA FOMAPAN 100 Classic
- FOMA FOMAPAN 200 Creative
- FOMA FOMAPAN 400 Action
- FOMA FOMAPAN R 100
- FOMA RETROPAN 420 soft
- FujiFilm Neopan Acros 100
- Ilford Pan F Plus 50[8]
- Ilford FP5 Plus 125
- Ilford HPt5 Plus 400
- Ilford Delta 100
- Ilford Delta 400
- Ilford 3200
- Ilford XP2 Super
- Ilford SFX 200
- Kentmere 400
- Kodak T-MAX 10[9]
- Kodak TMY-2 400
- Kodak TRI-X 400
- ORWO UN 54
- ORWO N 74 plus

## Format filma
Format filma je tehnički standard koji definiše dimenzije filma korišćenog za analognu fotografiju. Uglavnom se odnosi na meru filma i izražen je u milimetrima. S kraja 19. veka do kraja 20. je proizvedeno dosta filmova različitih formata od kojih su najpoznatiji, odnosno najviše korišćeni:

### 35 mm film(135 film)
Kreiran od strane razvojnog inžinjera kompanije Leitz, Oskara Barnacka, ovaj film je nastao 1913. godine ali nije bio komercijalno dostupan do 1934. godine. Sam film je skladišten u čauri koja je kompatibilna za sve kamere koje koriste ovaj film. Postoji nekoliko varijacija 35 mm filma. Dolaze u formatima od 24 i 36 ekspozicija (broj slika koji je moguće slikati jednim filmom). Postoje takozvane half-frame kamere koje mogu da generišu do 75 slika od jedne rolne filma. Takođe postoje panoramske kamere koje mogu proizvesti mnogo šire slike od uobičajenih za ovaj film koje su dimenzija 36 mm × 24 mm.

### 110 film
Kao i kod 135 filma, ovaj film je skladišten u čauri. Uveden od Strane Kodak-a 1972. godine, 110 film je u principu fizički manja verzija Kodak-ovog 126 format filma. Dimenzije svakog individualnog kadra su 13 mm x 17 mm. Čaure 110 film formata su dostupne sa tri različita broja ekspozicija: 12, 20 i 24. Najveća prednost ovog filma je lako nameštanje i otpakivanje filma, bez potrebe premotavanja istog.

### 120 film
Napravljen 1901. godine od kompanije Kodak, ovaj film, zajedno sa 220 filmom, spada u kategoriju filmova srednjih formata. Prvobitna namena ovog filma je bilo korišćenje od strane amatera, ali je kasnije tu ulogu preuzeo 135 film (35 mm). Danas je 120 film dostupan maltene svima. Većina modernih filmova ovog formata su široki 61 mm i namotani su na kalem koji je prvobitno bio od drveta, zatim od metala i na kraju kompletno napravljen od plastike.

### 220 film
Uveden 1965. godine, ova rolna je iste širine kao i rolna 120 film-a, samo sa duplo više mogućih ekspozicija (slika) po rolni. Postoje razne kamere koje mogu slikati različite dužine frejmova sa ovim filmom.

| Naziv   | Proporcije | Dimenzije (mm) | Broj Ekspozicija (120) | Broj Ekspozicija (220) |
| ------- | ---------- | -------------- | ---------------------- | ---------------------- |
| 6 x 4,5 | 1,35 : 1   | 56 × 41.5      | 15-16                  | 30-32                  |
| 6 x 6   | 1 : 1      | 56 × 56        | 12-13                  | 24-27                  |
| 6 x 7   | 1.2 : 1    | 56 × 67        | 10                     | 21                     |
| 6 x 8   | 1:37 : 1   | 56 x 77        | 9                      | 19                     |
| 6 x 9   | 1,5 : 1    | 56 x 84        | 8                      | 18                     |
| 6 x 12  | 2,1 : 1    | 56 x 118       | 6                      | 12                     |
| 6 x 17  | 3 : 1      | 56 x 168       | 4                      | 9                      |
| 6 x 24  | 4 : 1      | 56 x 224       | 3                      | 6                      |

### Filmovi velikih formata
Ovo su jedno od najstarijih formata filmova koji su i dan danas dostupni. Kada se kaže „filmovi velikih formata” misli se na filmove dimenzija 4 x 5 inča ili veće. Filmovi ovakvih formata se koriste za slike visokih rezolucija, a to je moguće jer je granulacija mnogo manja zbog same veličine slike koja se dobija. Kompanija Ilford je najpoznatiji proizvođač ove vrste filma.

| Tipične dimenzije | Jedinica | Dimenzije panoramskih filmova | Jedinica | Dimenzije ultra-velikih filmova | Jedinica |
| ----------------- | -------- | ----------------------------- | -------- | ------------------------------- | -------- |
| 9 x 12            | cma      | 4 x 10                        | inča     | 10 x 12                         | inča     |
| 4 x 5             | inča     | 5 x 11                        | inča     | 14 x 17                         | inča     |
| 5 x 7             | inča     | 7 x 17                        | inča     | 16 x 20                         | inča     |
| 8 x 10            | inča     | 8 x 20                        | inča     | 18 x 22                         | inča     |
| 11 x 14           | inča     | 12 x 20                       | inča     | 20 x 24                         | inča     |

### Super 8 film
Do sad navedeni filmovi su se koristili za statičku fotografiju. Super 8 film, izbačen 1965. godine, je format filma koji se koristi za snimanje filmova, odnosno slika u pokretu. Ovo izdanje je izbačeno kao poboljšanje u odnosu na prethodne „Double” i „Regular” 8 mm formate. Što se tiče karakteristika samog filma, dužine je 15 metara i nalazi se u plastičnoj kaseti koja je otporna na svetlost. Film ove dužine može proizvesti do 3600 slika (kadrova) po kaseti. Tokom godina su kaseta i film unapređivani i nastao je film dugačak čak 61 metar koje su koristile samo specijalno dizajnirane kamere.

## Brzina filma
Brzina filma je mera koja određuje koliko je određeni film osetljiv na svetlost. Ova karakteristika se određuje senzitometrijom i to po najnovijem ISO sistemu. Ovaj sistem se koristi za opis veze između izloženosti i izlazne svetlosti na slici. Manje osetljiv film zahteva duže izlaganje svetlosti da bi se postigli isti rezultati kao kod filmova sa većom osetljivošću. Zbog ovoga, manje osetljiv film takođe nazivaju „sporim filmom”. Naspram toga, osetljiviji filmovi se nazivaju „brzim filmom”. U analognoj fotografiji, kao i kod digitalne, manja izloženost od poželjne dovodi do slike mnogo manjeg kvaliteta. Specifično kod analogne fotografije, tačnije filma, što je veća osetljivost to će veća zrnatost biti.

## Razvijanje filma
Za različite vrste filmova postoje različiti procesi razvijanja od kojih su najpoznatiji, a i najviše primenjivani C-41 i E-6 procesi. Kod razvijanja color negativ filmova se koristi C-41, a kod razvijanja slajd filmova se primenjuje E-6 proces. Crno-beli filmovi se mogu razvijati na nekoliko načina,  a koji se će se tačno način primeniti može da zavisi od tipa filma, željenog kontrasta ili strukture zrna. Postoji i manje poznat način razvijanja poznat kao Cross processing čiji su proizvod slike visokih kontrasta i nekarakterističnih boja.

## Literatura
- Hirsch, Robert (1999). Seizing the light: a history of photography McGraw-Hill.
- Eder, J.M (1945)[1932]. History of Photography, 4th. edition [Geschichte der Photographie]. New York: Dover Publications, Inc.
- Photography. A Critical Introduction [Paperback], ed. by Liz Wells, 3rd edition, London, Routledge 2004.
- „The Focal Encyclopedia of Photography”, Richard Zakia, Leslie Stroebel, Focal Press 1993.
- The Art of Photography: An Approach to Personal Expression by Bruce Barnbaum, Rocky Nook 2010.

- G. Malić, fotografija 19. века : sažeta istorija, Beograd, 2004.

## Spoljašnje veze
- ISO
- Kodak

- Ilford

- Fuji
- Lomography

- Film is not dead
- Cross Processing